# 최보윤 (연출가)
최보윤은 대한민국의 텔레비전 드라마 연출 감독이다.

## 드라마
- 2023년 JTBC 미니시리즈 《힙(HIP)하게》 ... 공동연출